# Морозовичі (Самбірський район)
Моро́зовичі — село в Україні, у Самбірському районі Львівської області. Підпорядковане Старосамбірській міській раді. Населення становить 283 особи. Герб є промовистим.

## Історія
Село Дуричі в XVII столітті поглинуте Морозовичами.

### Архітектурні пам'ятки
Церква Св.Іоанна Богослова 1911 року спорудження.

## Населення

### Мова
Розподіл населення за рідною мовою за даними перепису 2001 року:
| Мова       | Кількість | Відсоток |
| ---------- | --------- | -------- |
| українська | 300       | 100%     |

## Символіка
Герб села Морозовичі затверджено рішенням Торчиновичської сільради №94 від 22 лютого 2001 року. Автор – А. Гречило. Щит перетятий ламаною лінією М-подібно, у верхньому срібному полі зелена розетка, у нижньому зеленому - дві срібні розетки.
Білі "розетки" - це сніжинки, а зелені "розетки" - це стилізовані гілки ялинки. М-подібний поділ – натяк на назву села, а також нагадування про розміщення села на стародавньому торговому шляху у передгір'ї Карпат.

## Персоналії
У селі народилися
- Ковальчак Григорій Іванович (1928—1984) — український економіст.
- Мінько Микола Петрович (1979—2015) — старшина Збройних сил України, учасник російсько-української війни.